# Qiao Huameng
Qiao Huameng (chiń. 乔华猛; ur. 22 listopada 1981) – chiński zapaśnik w stylu klasycznym. Zajął 29 miejsce w mistrzostwach świata w 2003. Piąty na igrzyskach azjatyckich w 2006. Ósmy w Pucharze Świata w 2009. Zdobył brązowy medal w mistrzostwach Azji w 2007 roku.